# Chevron Tower
Chevron Tower é um arranha-céu, actualmente é o 193º arranha-céu mais alto do mundo, com 221 metros (725 ft). Edificado na cidade de Houston, Estados Unidos, foi concluído em 1982 com 52 andares. Em janeiro de 2025, a Chevron vendeu uma torre de escritórios vaga no norte de Houston com um grande desconto para um investidor de Austin, a Capital Commercial Investments, que pagou US$ 18,2 milhões pela torre totalmente desocupada e pelo estacionamento adjacente — um valor bem abaixo dos US$ 130 milhões pelos quais o imóvel era negociado anteriormente quando a ocupação era maior, segundo a empresa. Em 2024, o edifício foi um dos arranha-céus com janelas partidas, danificados pelos fortes ventos.